# Уильям де Перси, 6-й барон Перси
Уильям III де Перси (англ. William de Percy; ок. 1191/1193 — незадолго до 28 июля 1245) — английский аристократ, 6-й феодальный барон Перси из Топклифа с 1244 года, сын Генри де Перси и Изабеллы де Брюс.

## Биография
Уильям был старшим из двух сыновей Генри де Перси, рано умершего сына Жоселина Лувенского и Агнес де Перси, и Изабеллы де Брюс, дочери Адама II де Брюса из Скелтона. Он родился около 1191/1193 года. Поскольку отец Уильяма, умерший до 1198 года Генри де Перси, был старшим сыном Агнес де Перси, владевшей обширными владениями в Йоркшире, Линкольншире и Хэмпшире, Уильям считался наследником этих земель. Не позднее 1200 года опекуном Уильяма стал Уильям Брюэр, юстициарий Англии, пользовавшийся расположением короля Иоанна Безземельного.
Между 1202 и 1204 годами умерла Агнес де Перси. Пользуясь малолетством Уильяма, его дядя, Ричард де Перси, потребовал себе владения матери, вероятно, используя прецедент получения английской короны Иоанном Безземельным в обход прав малолетнего племянника. Около 1204 года умерла ещё и Матильда Перси, бездетная сестра Агнес, завещавшая половину своих владений Ричарду де Перси. Ей удалось заключить с сестрой соглашение о том, что владения Перси должны остаться неразделёнными. Возник спор о наследовании земель Матильды, но в результате достигнутого компромисса большую часть её владений унаследовал Уильям.
Уильям достиг совершеннолетия между 1212 и 1214 годами, после чего он предъявил права и на остальные владения, которыми владел Ричард. Юридический спор о наследстве Перси продолжался до 1244 года, когда Ричард умер. Его единственный сын, Генри, вероятно, был незаконнорождённым, поскольку не претендовал на отцовское наследство.
В 1214 году Уильям участвовал в королевском походе в Пуату. Позже Матвей Парижский упоминает Уильяма в качестве одного из сторонников 25 баронов, заставивших Иоанна Безземельного подписать Великую хартию вольностей, однако не существует никаких доказательств, что Уильям поддерживал восставших против короля баронов. В начавшейся после отказа Иоанна Безземельного от подписанной им хартии гражданской войне Уильям оказался в числе сторонников короля, о чём свидетельствует передача ему в мае 1216 года владений Ричарда де Перси, одного из лидеров восставших баронов. Однако после заключения мира во время малолетства Генриха III это пожалование было отменено, и земли вернулись к Ричарду.
В 1221 году Уильям служил Генриху III во время кампании против Уильяма, графа Омальского. Позже он участвовал в других королевских кампаниях, хотя в 1242 году заплатил 100 фунтов, чтобы не участвовать в Пуатевинской кампании.
Уильям известен как щедрый благотворитель церкви. Он подарил аббатству Соли манор и лес Гисбёрн. Также он делал дарения больнице Сандона, женскому монастырю в Стайнфилде, аббатству Коверхем, монастырям Шулбрид и Хилог Парк.
Первая жена Уильяма, Джоан де Брюэр, была одной из дочерей его опекуна, Уильяма Брюэра. От этого брака родилось 5 дочерей, между которыми после смерти матери в 1233 году была разделена пятая часть наследства Брюэров. После смерти первой жены Уильям женился вторично — на Эллен де Бэллиол, от этого брака известно 6 или 7 сыновей и 1 дочь.
Уильям умер незадолго до 28 июля 1245 года. Его тело похоронили в аббатстве Соли в Йоркшире, а сердце — рядом с первой женой, Джоан, в больнице Сандона (Суссекс).
Наследовал Уильяму Генри де Перси, его старший сын от второго брака.

## Брак и дети
1-я жена: Джоан де Брюэр (ум. до 12 июня 1233), дочь юстициария Англии Уильяма Брюэра и Беатрис. Дети:
- Джоан де Перси
- Агнес де Перси (ум. после 1276); муж: Эсташ де Бэллиол (ум. 1274)
- Алиса де Перси; муж: Ральф Бирмингем
- Анастасия де Перси; муж: Ральф Фиц-Ранульф (ум. 31 марта 1258), барон Мидлэма
- Ne де Перси

2-я жена: с ок. 1233/1235 Эллен де Бэллиол (ум. незадолго до 22 ноября 1281), наследница Далтона (Дарем), дочь Ингельрана де Бэллиола. Дети:
- Генри де Перси (ок. 1235 — 29 августа 1272), 7-й феодальный барон Перси из Топклифа
- Уолтер де Перси (ум. ок. 1274)
- Уильям де Перси из Далтон Перси
- Инграм де Перси из Далтон Перси
- Алан де Перси
- Джосселин де Перси
- Алиса де Перси

В поздних генеалогиях упоминается ещё один сын от второго брака — Джеффри.

## Комментарии
1. ↑  Сайт Foundation for Medieval Genealogy указывает, что Уильям родился около 1196/1198 года[2].